# Metacomet Ridge
Vous lisez un « article de qualité » labellisé en 2010.
Metacomet Ridge est une longue arête rocheuse des Appalaches traversant sur 170 kilomètres de long l'État américain du Connecticut du sud au nord, jusqu'à celui du Massachusetts où elle culmine à 387 mètres d'altitude au mont Toby. Elle est composée de plusieurs chaînons et sommets isolés, seulement entrecoupés par le cours de quelques fleuves et rivières. Ils sont constitués soit de roches magmatiques soit de sédimentaires dont l'origine remonte à 200 millions d'années environ, par l'alternance d'émissions de laves volcaniques dues à l'ouverture d'un rift dans la région et de phases d'érosion. Ces caractéristiques offrent un écosystème riche avec une faune et une flore variées.
La montagne est occupée depuis au moins 10 000 ans et a alimenté les croyances amérindiennes puis, par déformation, le folklore des colons européens. Ces derniers commencent à s'installer au milieu du XVIIe siècle et exploitent rapidement les ressources de Metacomet Ridge, dont le bois et la roche. L'urbanisation et l'industrialisation à grande échelle mènent à des mouvements réactionnaires et voient l'apparition de courants de pensée et d'associations de protection environnementale. Ainsi, de nombreux sentiers de randonnée, des refuges et auberges, des parcs et réserves ainsi que des équipements sportifs ont été mis en place grâce aux différentes mobilisations.

## Toponymie

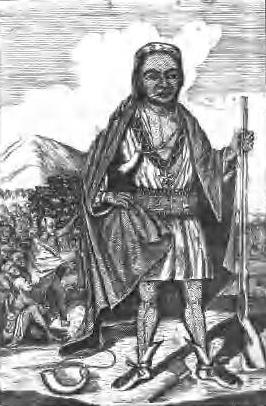
Philip, King of Mount Hope ou Metacom représenté par Paul Revere.

Il n'existe pas de consensus concernant le nom de cette arête montagneuse. Metacomet Ridge est décrite dans certaines sources comme un trapp s'étendant de la chaîne Holyoke à Belchertown, dans le Massachusetts, jusqu'aux Hanging Hills à Meriden, dans le Connecticut. Dans un rapport du National Park Service datant de 2004, cette définition est étendue afin d'inclure l'intégralité de la ligne de crêtes de Greenfield dans le Massachusetts au Long Island Sound. Le Sierra Club évoque Traprock Ridge pour désigner la chaîne montagneuse qui traverse le Connecticut. Géologiquement et physiquement, la ligne de crête constituant le trapp s'étend de manière quasi ininterrompue de Belchertown à Branford, sur la côte du Long Island Sound, soit une longueur de 115 kilomètres seulement entrecoupée par les gorges des cours d'eau Farmington dans le nord du Connecticut, Westfield et Connecticut dans le Massachusetts,. Jusqu'en janvier 2008, l’United States Board on Geographic Names ne reconnaissait pas l'existence de Metacomet Ridge, Traprock Ridge ou quelque autre nom, bien que plusieurs chaînons secondaires étaient identifiés. Les géologues désignaient fréquemment la chaîne montagneuse dans son ensemble par les termes génériques « traprock ridge » ou « traprock mountains » mais utilisaient parfois aussi des qualificatifs scientifiques propres à ses caractéristiques géologiques. Pour compliquer le tout, le trapp ne révèle, sur ses trois quarts les plus méridionaux, que les couches superficielles des strates rocheuses. Ainsi, des roches sédimentaires souterraines sont à associer à la structure géologique de cette formation. Elles constituent les couches dominantes au centre-nord du Massachusetts et prolongent l'arête montagneuse à partir de la chaîne Holyoke sur environ 55 kilomètres supplémentaires à travers le comté de Franklin jusqu'à la frontière avec le Vermont,. Cette dernière définition est généralement admise.
L'origine du nom Metacomet est plus évidente : il provient du sachem de la tribu amérindienne des Wampanoag ayant vécu en Nouvelle-Angleterre au XVIIe siècle. Metacomet, aussi connu sous les noms Metacom et King Philip, mena ses hommes au combat lors de la guerre du Roi Philip contre les colons anglais. Plusieurs sites associés à Metacomet Ridge sont nommés en l'honneur du sachem, en particulier le Metacomet Trail, le Metacomet-Monadnock Trail, King Philip’s Cave, King Philip Mountain et Sachem Head. Selon la légende, Metacomet orchestra l'incendie de Simsbury et observa la scène de Talcott Mountain, près de la grotte qui porte aujourd'hui son nom,,. Les noms Metacomet et King Philip ont été repris par au moins seize sites géographiques et plus de soixante-quinze écoles ou organisations civiques à travers la Nouvelle-Angleterre.

## Géographie

### Situation
Metacomet Ridge est une longue arête rocheuse des Appalaches septentrionales, orientée parallèlement et à l'est des monts Berkshire. Elle s'étend du nord au sud sur 170 kilomètres de long en traversant les États américains du Massachusetts et du Connecticut, depuis Greenfield jusqu'à Branford et New Haven sur la côte du Long Island Sound.
Metacomet Ridge est entourée par des paysages boisés, agricoles et périphériques et se situe à moins de dix kilomètres de plusieurs grands centres urbains : New Haven, Meriden, New Britain, Hartford et Springfield. Des villes plus modestes sont adjacentes à l'arête rocheuse, telles que Greenfield, Northampton, Amherst, Holyoke, West Hartford, Farmington, Wallingford ou encore Hamden.

### Topographie

#### Géomorphologie
En commençant au Long Island Sound, Metacomet Ridge s'élève en deux crêtes parallèles avec simplement quelques hauteurs secondaires entre les deux, comme les buttes isolées d'East Rock et Peter's Rock. La crête occidentale débute à New Haven, dans le Connecticut ; son premier véritable relief est West Rock Ridge suivi du Sleeping Giant, du mont Sanford, de Peck Mountain et de Prospect Ridge, pour une distance totale de 26 kilomètres, avant de redescendre en une série de petites élévations aux portes de Southington, à 4,5 kilomètres à l'ouest des Hanging Hills,.

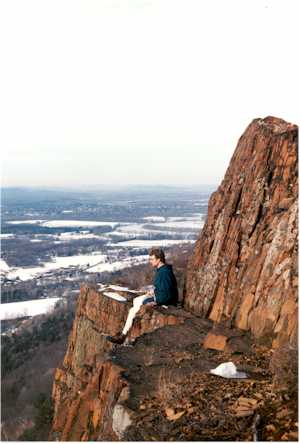
Vue depuis le mont Tom, plus haut sommet composé de roches magmatiques de Metacomet Ridge.

La crête orientale démarre au niveau du promontoire rocheux de Beacon Hill qui domine de ses 40 mètres d'altitude la ville de Branford et l'estuaire de l'East Haven River. Elle continue vers le nord en formant une arête de près de cent kilomètres de long, en passant dans les Hanging Hills par West Peak (312 m), le plus haut point de Metacomet Ridge dans le Connecticut, puis en se prolongeant jusqu'au mont Tom à Holyoke dans le Massachusetts. Elle s'oriente ensuite brutalement vers l'est en franchissant le fleuve Connecticut pour former la chaîne Holyoke sur seize kilomètres avant de se terminer à Belchertown. Plusieurs collines parallèles éparses la prolongent, en particulier celles au-dessus de Granby (Barn Door Hills) et de Rocky Hill,.
Au nord du mont Tom et de la chaîne Holyoke, la crête apparente de Metacomet Ridge rencontre une discontinuité de ses strates. Les couches sédimentaires souterraines sont toujours présentes mais n'offrent plus le même profil. Dans l'intervalle de quatorze kilomètres séparant les chaînes Holyoke et Pocumtuck, Metacomet Ridge se résume à une série de reliefs sans importance s'élevant de quelques dizaines de mètres au-dessus des plaines sédimentaires. Le seul sommet significatif près de cette zone, le mont Warner, culminant à 156 mètres d'altitude à Hadley, est une formation de roche métamorphique sans rapport géologique qui s'étire vers l'ouest au milieu des strates sédimentaires.
Metacomet Ridge reprend ensuite de la hauteur avec la chaîne Pocumtuck, culminant dans sa partie méridionale aux 241 mètres d'altitude de la Sugarloaf Mountain, et parallèlement avec le mont Toby, plus haut sommet de Metacomet Ridge avec 387 mètres d'altitude. L'un comme l'autre sont composés de roches sédimentaires résistantes à l'érosion. Vers le nord, la chaîne Pocumtuck se prolonge en alternant les couches sédimentaires et magmatiques jusqu'à Greenfield. Enfin, le relief de Metacomet Ridge diminue en une série de collines et petits promontoires boisés non nommés jusqu'à trois kilomètres du tripoint formé par la frontière avec le Vermont et le New Hampshire,,.
Metacomet Ridge est la plus étroite au niveau de Provin Mountain et East Mountain dans le Massachusetts où sa largeur se rétrécit à environ un kilomètre, alors qu'elle est la plus large à Totoket Mountain avec 6,5 kilomètres. Pourtant, en tenant compte des chaînons parallèles et des couches stratigraphiques associées, la largeur de Metacomet Ridge dépasse fréquemment 15 kilomètres sur le plan géologique.

#### Subdivisions et sommets principaux

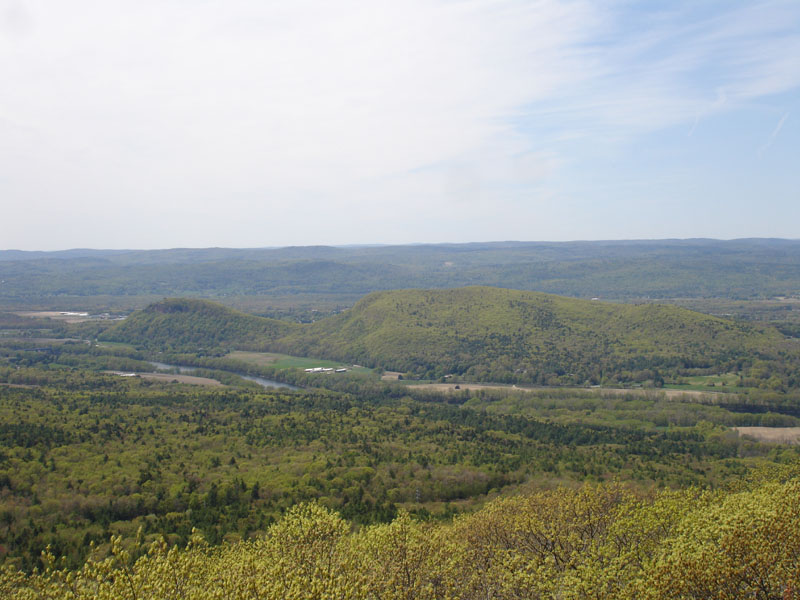
Vue depuis le mont Toby sur Sugarloaf Mountain, censée être selon la légende amérindienne les restes du corps d'un castor géant tué par un esprit.

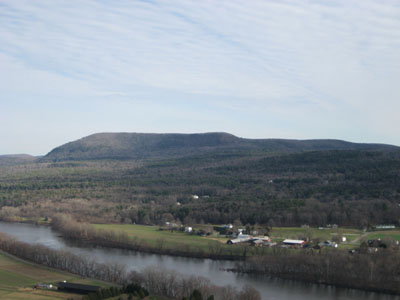
Vue du mont Toby depuis Sugarloaf Mountain.

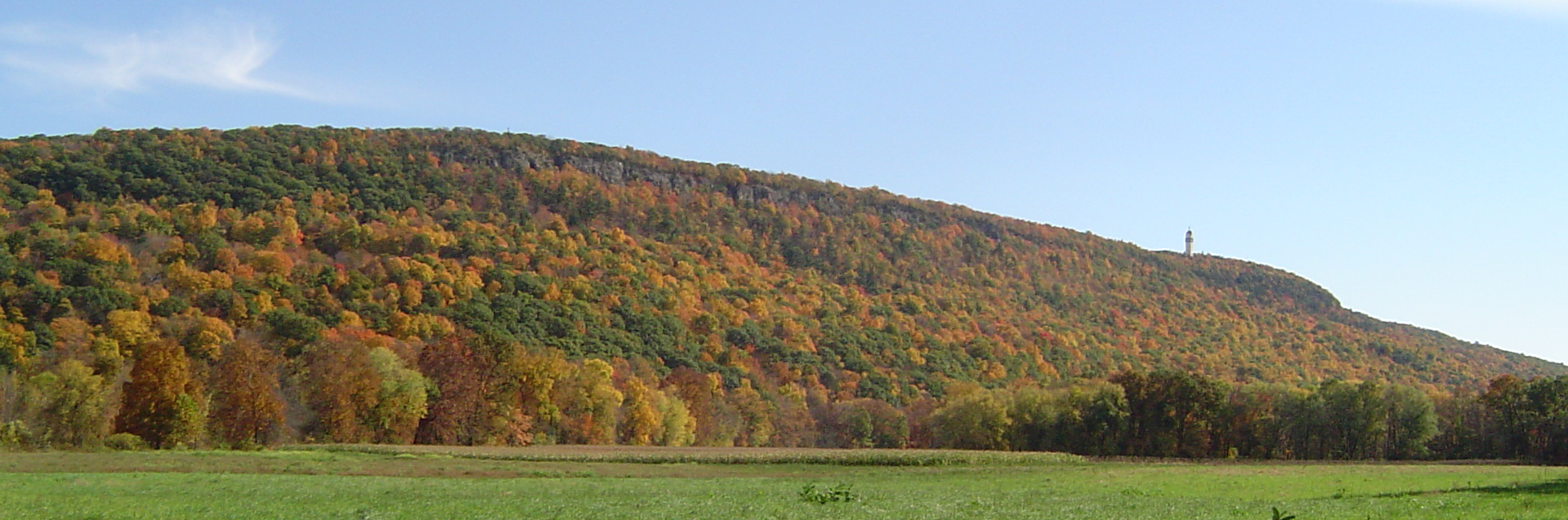
Vue de Talcott Mountain et Heublein Tower, à droite, depuis la vallée de la rivière Farmington.

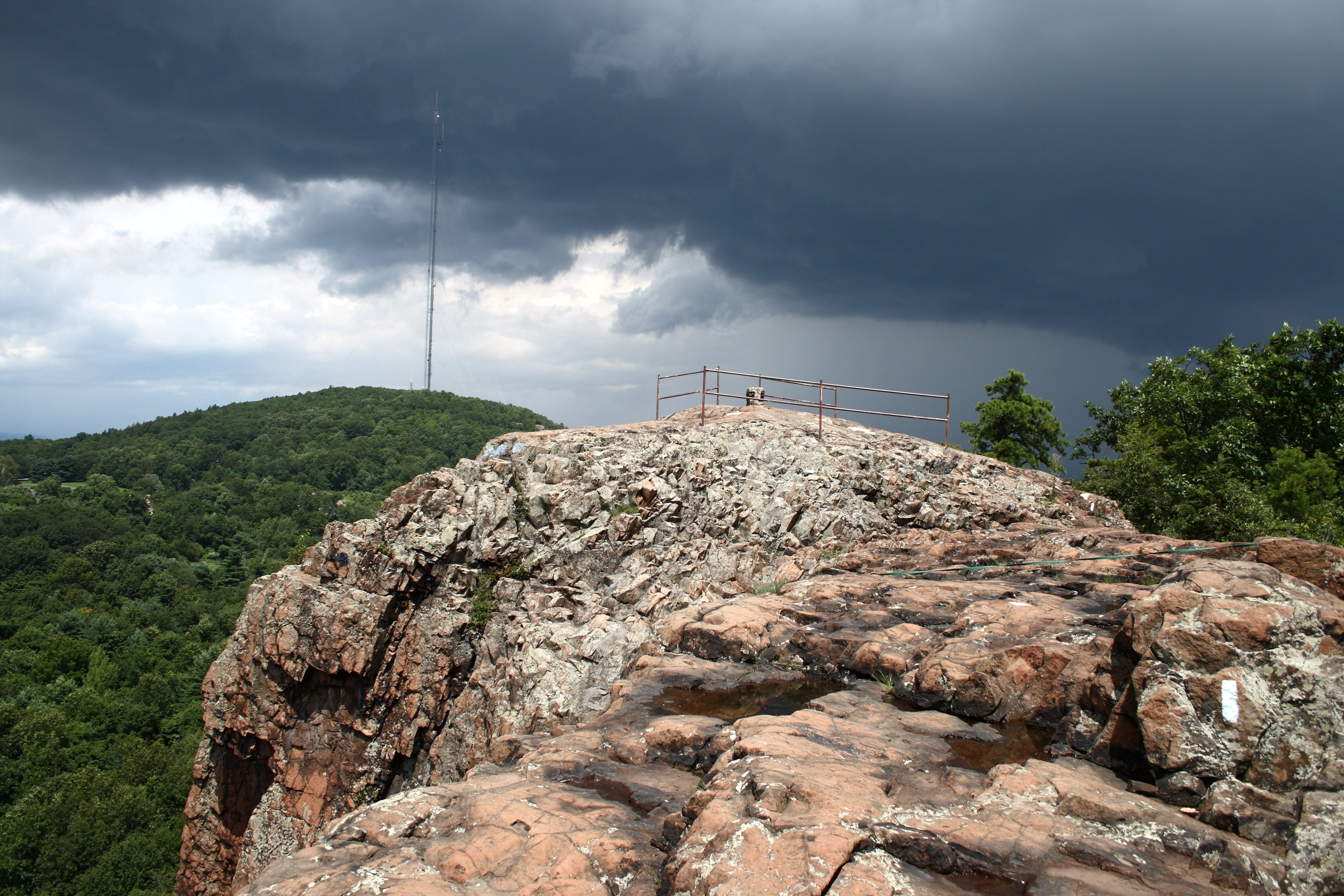
Vue sur le sommet de Pinnacle Rock avec, en arrière-plan en direction du nord, Rattlesnake Mountain.

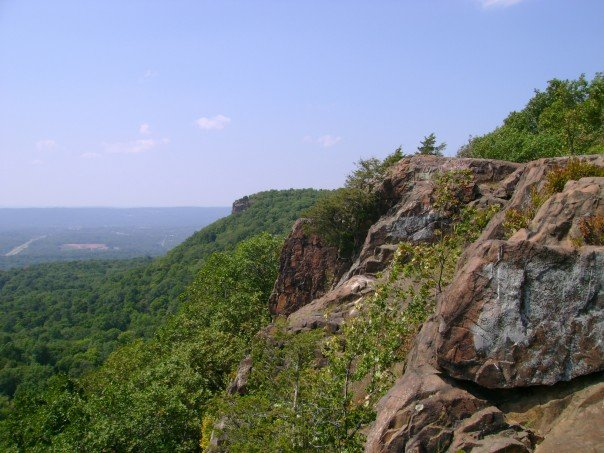
Vue depuis East Peak dans les Hanging Hills.

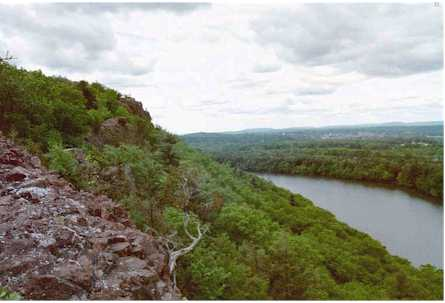
Vue depuis les falaises de Chauncey Peak sur Crescent Lake.

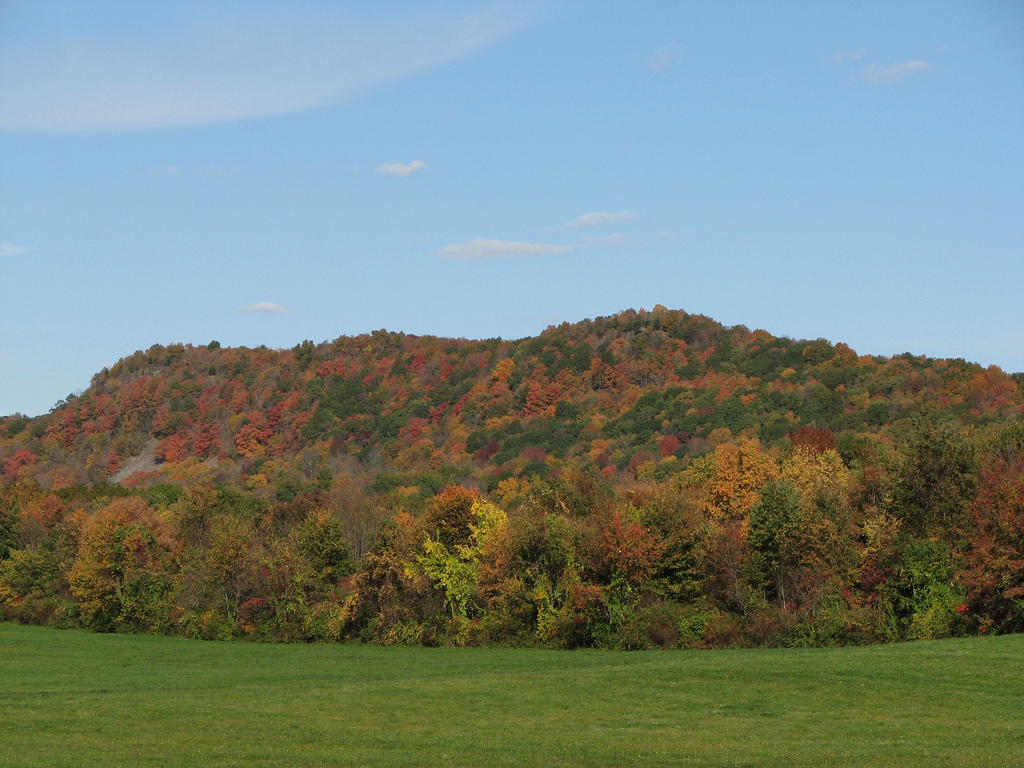
Vue du versant occidental de Trimountain.

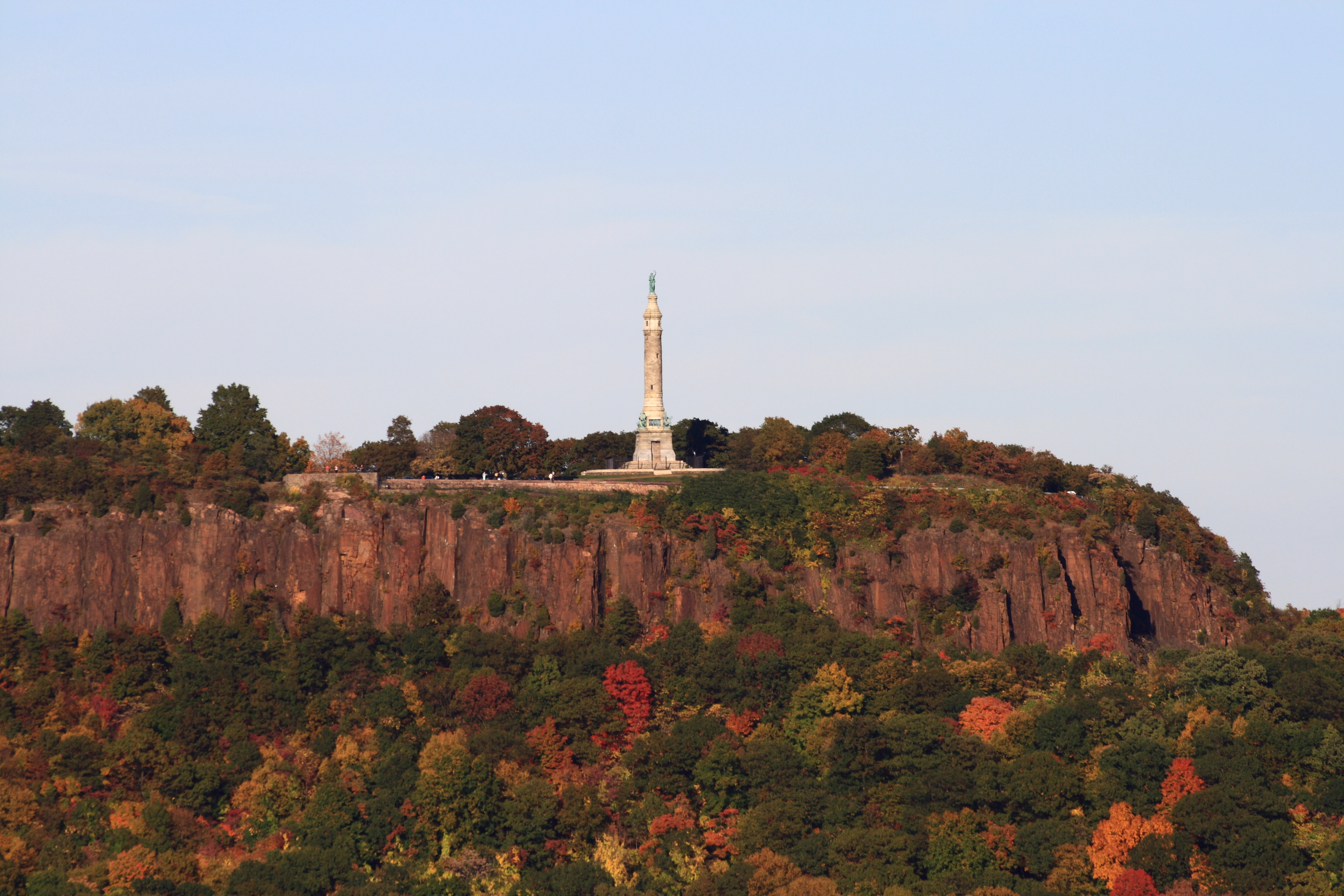
Vue sur les falaises basaltiques d'East Rock.

Voici la liste des principaux chaînons et leurs sommets du nord au sud avec la symbolisation de la séparation, dans le Connecticut, en deux lignes de crêtes :
| État          | Chaînon          | Sommet                    | Sommet                 | Altitude (m) |
| ------------- | ---------------- | ------------------------- | ---------------------- | ------------ |
| Massachusetts | Chaîne Pocumtuck | Canada Hill               | Canada Hill            | 103          |
| Massachusetts | Chaîne Pocumtuck | Poet's Seat               | Poet's Seat            | 150          |
| Massachusetts | Chaîne Pocumtuck | Sachem Head               | Sachem Head            | 138          |
| Massachusetts | Chaîne Pocumtuck | Trap Rock Ledge           | Trap Rock Ledge        | 138          |
| Massachusetts | Chaîne Pocumtuck | Pocumtuck Rock            | Pocumtuck Rock         | 258          |
| Massachusetts | Chaîne Pocumtuck | Sugarloaf Mountain        | Sugarloaf Mountain     | 241          |
| Massachusetts |                  | Mont Toby                 | Mont Toby              | 387          |
| Massachusetts | Chaîne Holyoke   | Long Mountain             | Long Mountain          | 280          |
| Massachusetts | Chaîne Holyoke   | Mont Norwottock           | Mont Norwottock        | 337          |
| Massachusetts | Chaîne Holyoke   | Bare Mountain             | Bare Mountain          | 309          |
| Massachusetts | Chaîne Holyoke   | Mont Hitchcock            | Mont Hitchcock         | 305          |
| Massachusetts | Chaîne Holyoke   | Seven Sisters             | Seven Sisters          | 288          |
| Massachusetts | Chaîne Holyoke   | Mont Holyoke              | Mont Holyoke           | 285          |
| Massachusetts | Mount Tom Range  | Mont Nonotuck             | Mont Nonotuck          | 252          |
| Massachusetts | Mount Tom Range  | Dry Knoll                 | Dry Knoll              | 255          |
| Massachusetts | Mount Tom Range  | Goat Peak                 | Goat Peak              | 251          |
| Massachusetts | Mount Tom Range  | Whiting Peak              | Whiting Peak           | 309          |
| Massachusetts | Mount Tom Range  | Deadtop                   | Deadtop                | 340          |
| Massachusetts | Mount Tom Range  | Mont Tom                  | Mont Tom               | 366          |
| Massachusetts |                  | East Mountain             | East Mountain          | 237          |
| Massachusetts |                  | Provin Mountain           | Provin Mountain        | 183          |
| Connecticut   |                  | Manitook Mountain         | Manitook Mountain      | 194          |
| Connecticut   |                  | West Suffield Mountain    | West Suffield Mountain | 220          |
| Connecticut   |                  | Barn Door Hills           | Barn Door Hills        | 177          |
| Connecticut   |                  | Peak Mountain             | Peak Mountain          | 223          |
| Connecticut   |                  | Hatchet Hill              | Hatchet Hill           | 160          |
| Connecticut   |                  | Talcott Mountain          | Talcott Mountain       | 290          |
| Connecticut   |                  | Farmington Mountain       | Farmington Mountain    | 160          |
| Connecticut   |                  | Rattlesnake Mountain      | Rattlesnake Mountain   | 230          |
| Connecticut   |                  | Pinnacle Rock             | Pinnacle Rock          | 180          |
| Connecticut   |                  | Bradley Mountain          | Bradley Mountain       | 210          |
| Connecticut   |                  | Ragged Mountain           | Ragged Mountain        | 230          |
| Connecticut   |                  | Short Mountain            | Short Mountain         | 160          |
| Connecticut   | Hanging Hills    |                           | West Peak              | 312          |
| Connecticut   | Hanging Hills    |                           | East Peak              | 297          |
| Connecticut   | Hanging Hills    |                           | South Mountain         | 234          |
| Connecticut   | Hanging Hills    |                           | Cathole Mountain       | 157          |
| Connecticut   |                  |                           | Lamentation Mountain   | 220          |
| Connecticut   |                  |                           | Chauncey Peak          | 210          |
| Connecticut   |                  |                           | Higby Mountain         | 272          |
| Connecticut   |                  | Peck Mountain             |                        | 113          |
| Connecticut   |                  |                           | Besek Mountain         | 260          |
| Connecticut   |                  | Mont Sanford              |                        | 270          |
| Connecticut   |                  |                           | Trimountain            | 230          |
| Connecticut   |                  |                           | Fowler Mountain        | 230          |
| Connecticut   |                  |                           | Pistapaug Mountain     | 210          |
| Connecticut   |                  | Sleeping Giant            |                        | 225          |
| Connecticut   | Totoket Mountain |                           | Bluff Head             | 220          |
| Connecticut   | Totoket Mountain |                           | Totoket Mountain       | 176          |
| Connecticut   | Totoket Mountain |                           | Sugarloaf Hills        | 156          |
| Connecticut   | Totoket Mountain |                           | Sea Hill               | 120          |
| Connecticut   | West Rock Ridge  | High Rock / York Mountain |                        | 213          |
| Connecticut   | West Rock Ridge  | West Rock                 |                        | 122          |
| Connecticut   |                  |                           | Peter's Rock           | 114          |
| Connecticut   | East Rock        | Whitney Peak              |                        | 91           |
| Connecticut   | East Rock        | East Rock                 |                        | 112          |
| Connecticut   | East Rock        | Indian Head               |                        | 94           |
| Connecticut   | East Rock        | Snake Rock                |                        | 62           |
| Connecticut   |                  |                           | Saltonstall Mountain   | 98           |
| Connecticut   |                  |                           | Beacon Hill            | 40           |

### Hydrographie

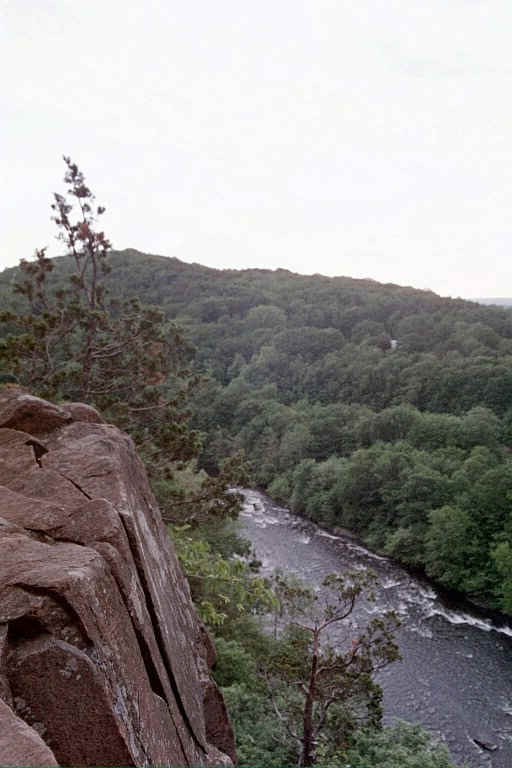
Vue des gorges de la rivière Farmington qui entaille Metacomet Ridge au niveau de Simsbury.

Metacomet Ridge constitue un important aquifère. Il fournit plusieurs municipalités et villes en eau potable. Des réservoirs sont situés sur Talcott Mountain, Totoket Mountain, Saltonstall Mountain, Bradley Mountain, Ragged Mountain et les Hanging Hills au Connecticut ; les réservoirs qui alimentent la métropole de Springfield au Massachusetts se trouvent sur Provin Mountain et East Mountain,.
Les principaux bassins hydrographiques autour de Metacomet Ridge alimentent le fleuve Connecticut et ses affluents : Falls River, Deerfield River, Westfield River, Farmington River, Coginchaug River mais également, au sud de l'État du Connecticut, le fleuve Quinnipiac.

### Géologie

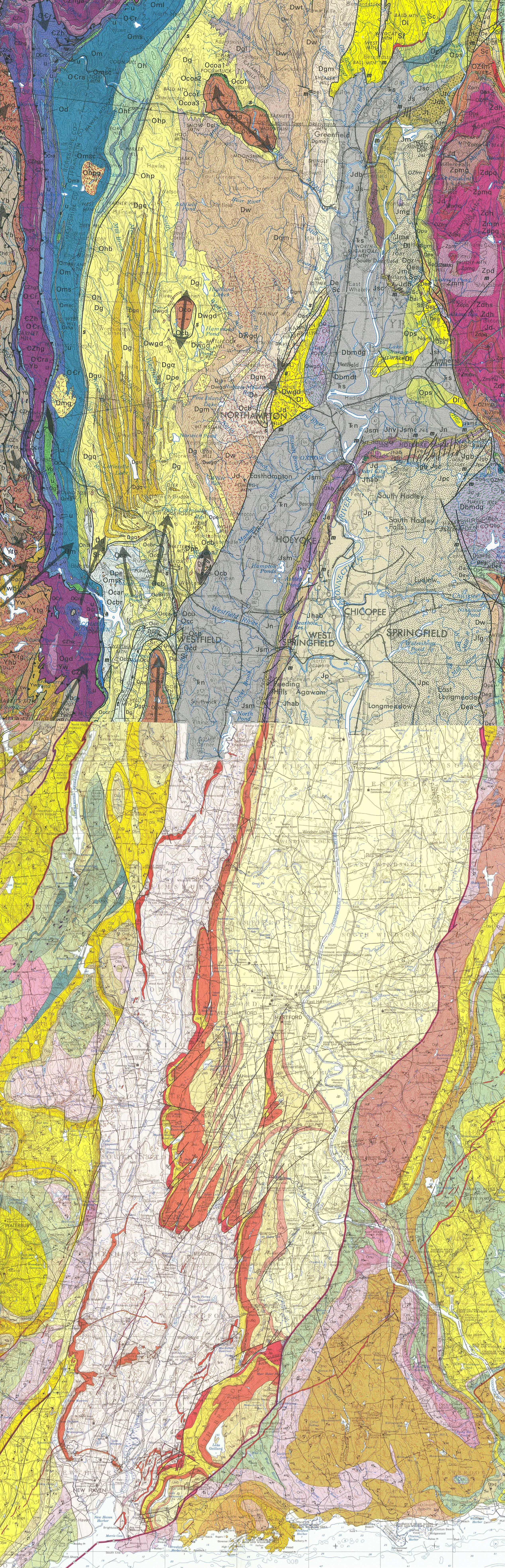
Carte géologique de la région de Metacomet Ridge principalement en violet dans la partie supérieure, en rouge dans la partie inférieure.

Metacomet Ridge est le résultat de l'ouverture d'un rift continental qui s'est déroulée il y a 200 millions d'années, au cours du Trias et du Jurassique. Les crêtes basaltiques sont le résultat d'une série de coulées de lave massives, d'une centaine de mètres d'épaisseur, qui se sont échappées par des failles créées lors de la séparation de la Laurasia et du Gondwana, puis de l'Amérique du Nord et de l'Eurasie. La région désormais occupée par Metacomet Ridge est essentiellement une vallée tectonique préhistorique qui constituait une branche du rift principal, à l'est, composant aujourd'hui l'océan Atlantique.

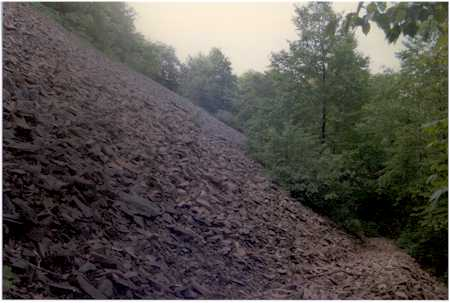
Vue sur des éboulis basaltiques à Bare Mountain.

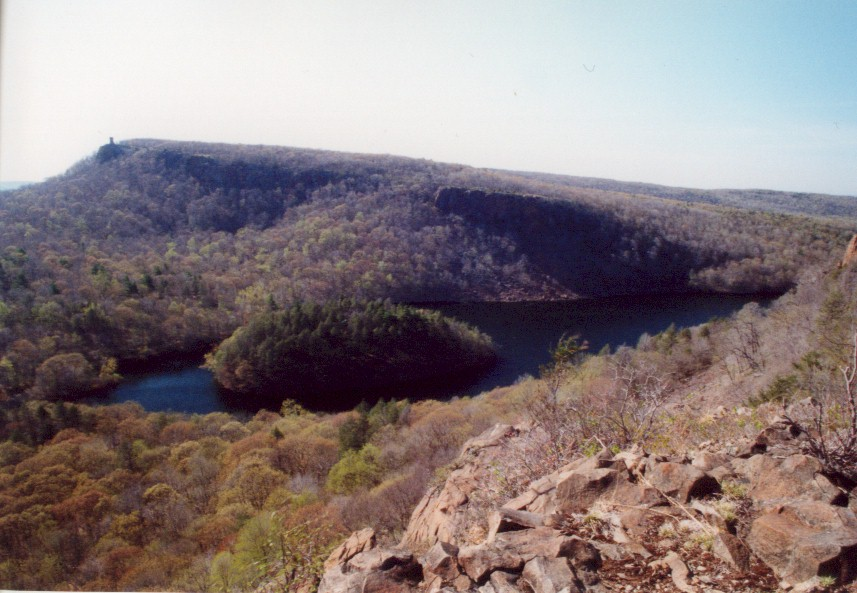
Vue dans les Hanging Hills, à Meriden, sur des strates d'origine magmatique fissurées et basculées.

Le basalte est une roche volcanique effusive de couleur sombre qui vire au brun-rouille lorsque le fer qu'elle contient s'oxyde au contact de l'air. Les intrusions de basalte sont généralement de forme octogonale ou pentagonale et produisent des formations appelées « orgues basaltiques ». De vastes talus composés d'éboulis basaltiques issus de l'érosion sont visibles au pied de nombreuses falaises le long de Metacomet Ridge.
Les émissions de lave se sont déroulées durant 20 millions d'années. L'érosion qui se produit entre les éruptions successives dépose des couches de sédiments entre les coulées basaltiques, certaines sur plusieurs kilomètres d'épaisseur. Leur lithification forme finalement des roches sédimentaires. Par la suite, cette alternance de couches en « mille-feuille » se fissure et se soulève. Les érosions ultérieures ont davantage entamé les roches sédimentaires, exposant les arêtes des roches basaltiques et donnant naissance aux longues crêtes et falaises caractéristiques de Metacomet Ridge. Des témoins de cette structure en mille-feuille sont visibles au mont Norwottock, dans la chaîne Holyoke. Son sommet est constitué de basaltes ; il domine les Horse Caves (littéralement « grottes du cheval »), un profond gouffre où les couches sédimentaires plus tendres ont été plus rapidement érodées. Sugarloaf Mountain et la chaîne Pocumtuck dans son ensemble, ainsi que le mont Toby présentent un empilement plus large : les strates inférieures composées d'arkose sont visibles au Sugarloaf, les strates intermédiaires composées de basalte dans le reste de la chaîne Pocumtuck et les strates supérieures composées de conglomérat sont connues sous le terme « Mount Toby Conglomerate ». L'apparition de failles et le déclenchement de séismes au cours de l'ouverture du rift continental ont basculé ces couches selon un axe oblique. L'érosion, notamment glaciaire, a révélé distinctement ces différentes roches. Ainsi, bien que le mont Toby et le Sugarloaf ne soient pas composés de roches volcaniques, ils font malgré tout partie de Metacomet Ridge en vertu de leur orogenèse commune.
Parmi tous les sommets qui constituent Metacomet Ridge, West Rock se distingue par le fait qu'il n'a pas été formé par les coulées volcaniques qui ont créé l'essentiel de la longue arête rocheuse. En effet, c'est le vestige d'un énorme dyke par où les coulées de lave basaltique sont remontées à la surface.
Alors que les falaises d'origine basaltique demeurent les vestiges les plus évidents des processus géologiques qui ont mené à la formation de Metacomet Ridge, les roches sédimentaires présentes dans les piémonts abritent pour leur part les meilleurs témoins sous forme fossile de la vie préhistorique qui s'est développée au Trias et au Jurassique. De nombreuses traces de dinosaures sont présentes en particulier. Sur un site à Rocky Hill, plus de 2 000 empreintes bien conservées datant de la fin du Jurassique ont été mises au jour. Des découvertes importantes ont également eu lieu dans d'autres sites à Holyoke et Greenfield,.

### Climat
Metacomet Ridge offre une combinaison de microclimats inhabituels pour la région. La faible altitude ne suffit pas à expliquer les différences avec les plaines environnantes. Les principaux facteurs pouvant jouer sont l'exposition au soleil, suivant que les versants sont sur l'adret ou l'ubac, ainsi que le vent, parfois accéléré par effet Venturi en raison du relief allongé et arrondi.

### Faune et flore

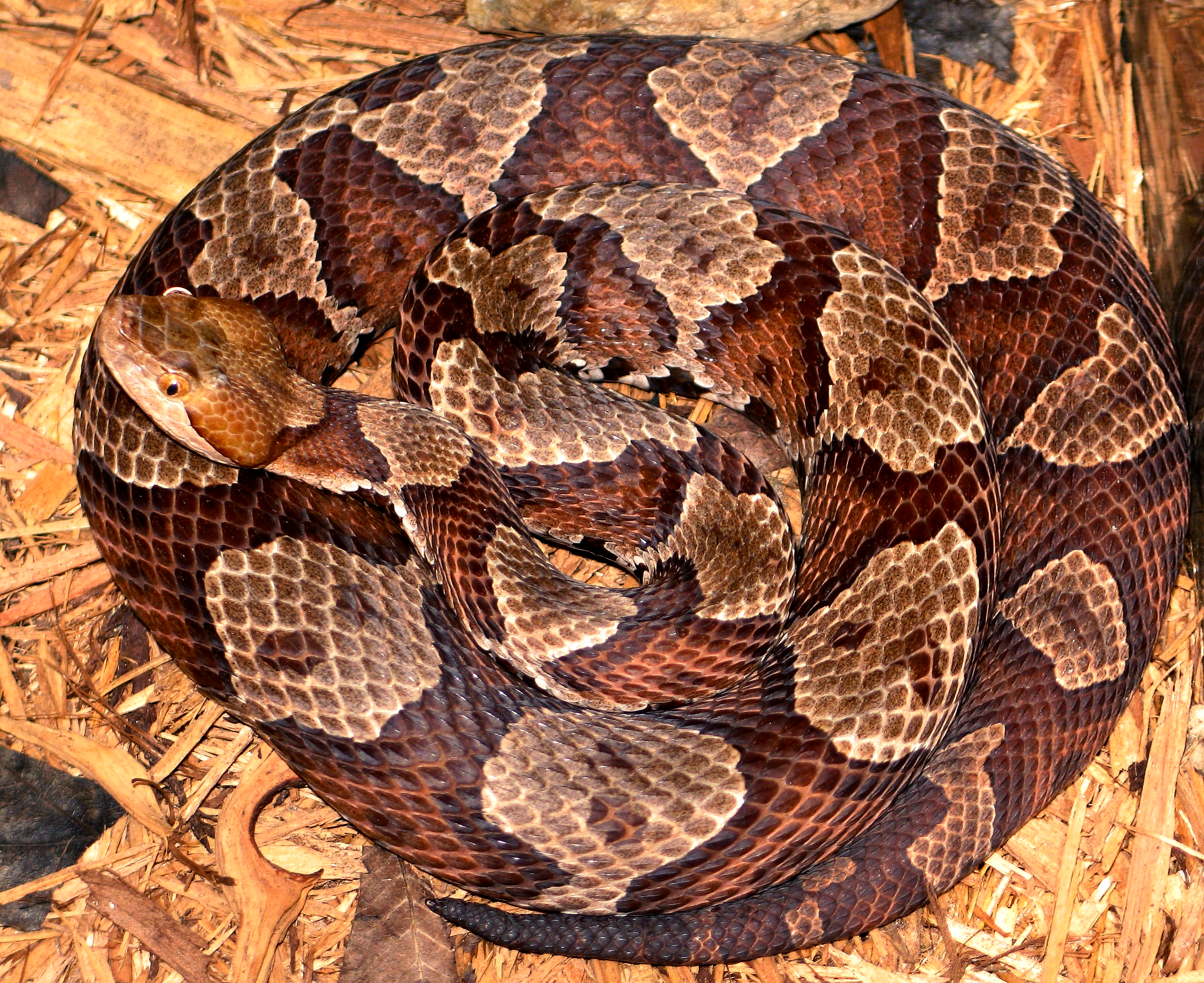
Mocassin du nord.

Les crêtes, sèches et chaudes, abritent des savanes de chênes dominées par l'espèce Quercus montana ou Chêne châtaignier et une grande variété d'herbes et de fougères. Le Genévrier de Virginie (Juniperus virginiana), une espèce adaptée aux terrains secs, s'accroche aux rebords des falaises. La flore des versants est plus proche de celle des plateaux appalachiens adjacents et accueille des espèces animales communes des biotopes northern hardwood forest (littéralement « forêt septentrionale de bois dur ») et oak-hickory forest (littéralement « forêt de chêne et de caryer »). La Pruche du Canada (Tsuga canadensis) encercle les étroites ravines, empêchant la lumière du soleil d'atteindre le sol et créant des conditions de développement plus froides et humides, y favorisant l'apparition d'espèces végétales associées aux climats froids. Les pentes des talus sont riches en nutriments et recouvertes par de nombreuses espèces adaptées aux sols calcaires, inhabituelles dans la région. Les kilomètres de falaises abruptes rendent les conditions de vie idéales pour les rapaces et Metacomet Ridge est un corridor migratoire saisonnier pour ces oiseaux.

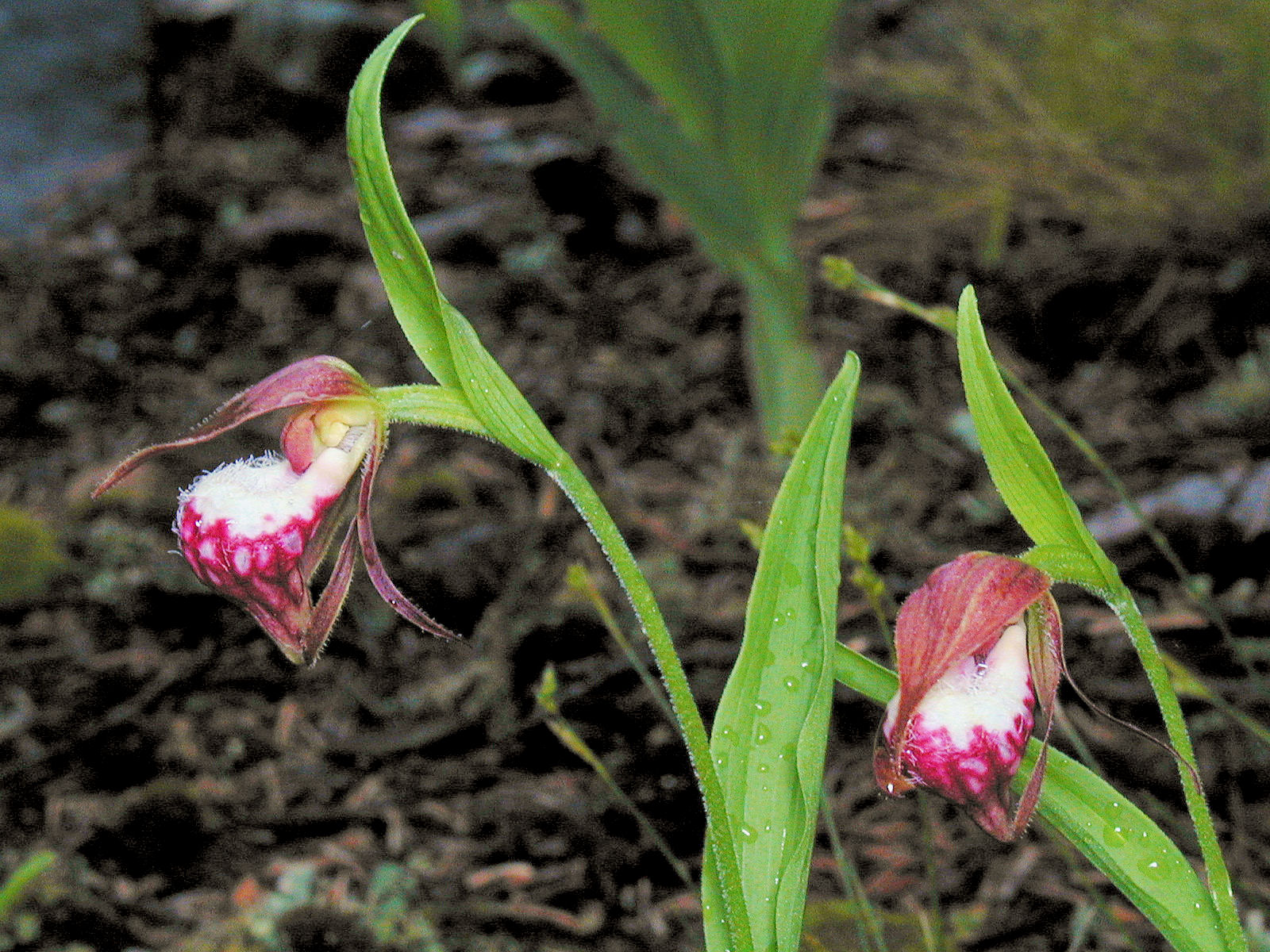
Cypripède tête-de-bélier.

En raison de cette topographie variée, l'arête montagneuse offre tantôt la distribution la plus méridionale, tantôt la plus septentrionale pour de nombreuses espèces nord-américaines. Certaines sont considérées comme rares aux États-Unis voire à l'échelle mondiale. Il s'agit par exemple du Faucon pèlerin (Falco peregrinus), du Mocassin du nord (Agkistrodon contortrix mokasen), du Cypripède royal (Cypripedium reginae), de la Corydale jaune (Pseudofumaria lutea), du Cypripède tête-de-bélier (Cypripedium arietinum), de la fausse Licorne (Chamaelirium luteum), de Pycnanthemum clinopodioides ou d'espèces de cactus du genre Opuntia,.

## Histoire

### Période pré-coloniale
Les Amérindiens des États-Unis ont occupé les vallées fluviales autour de Metacomet Ridge pendant au moins 10 000 ans. Les principaux groupes tribaux actifs dans la région étaient les Quinnipiac, les Niantic, les Pequot, les Pocomtuc et les Mohegan. Les roches servaient à confectionner des outils et des pointes de flèches. Les Amérindiens chassaient, cueillaient des plantes et des fruits et pêchaient dans les plans d'eau situés près de la montagne. Des parcelles de forêt en aval des rivières entourant les crêtes étaient parfois incendiées afin de faciliter la culture des céréales telles que le maïs mais aussi la courge, le tabac et les pois,.

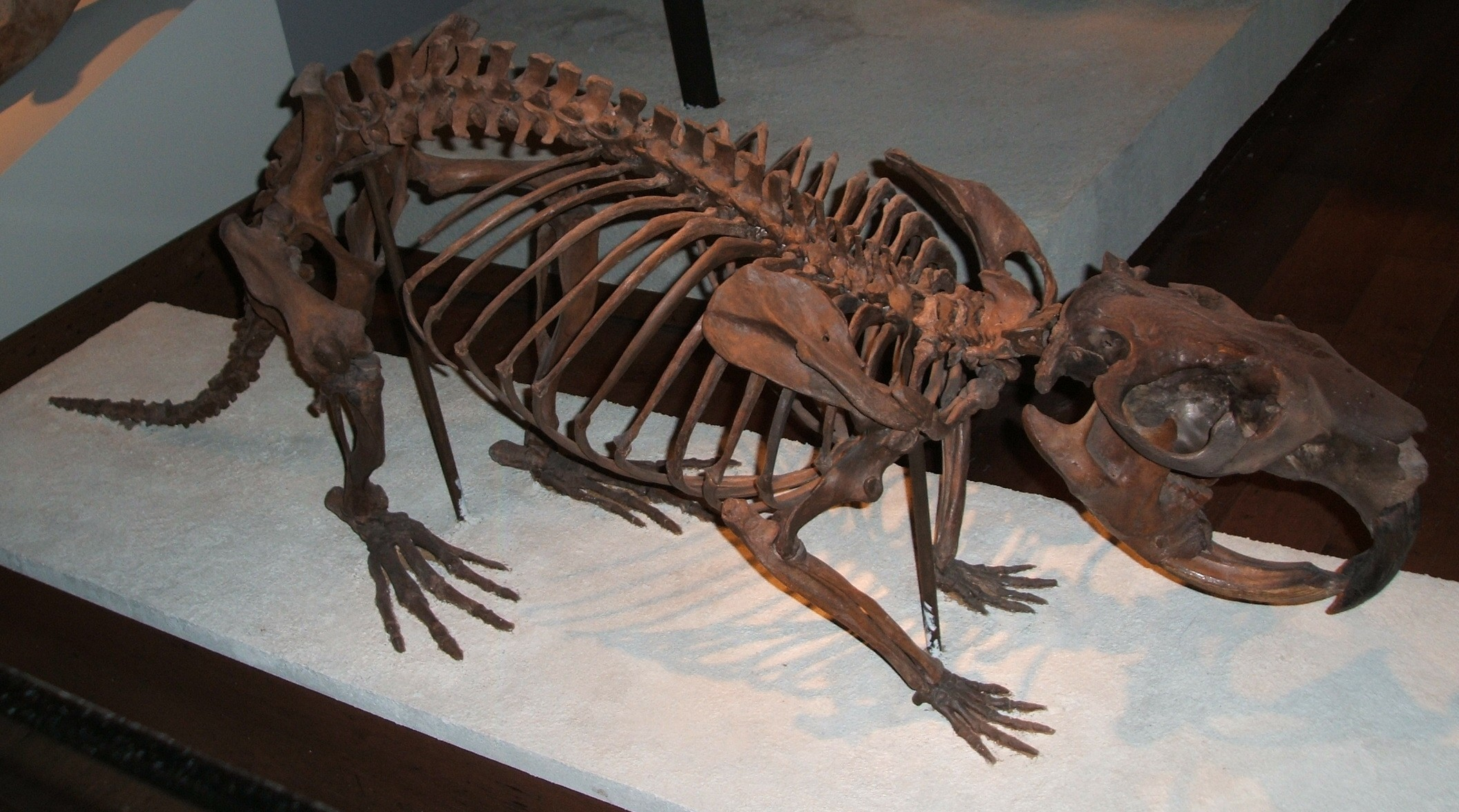
Le castor géant du Nebraska préhistorique pourrait être à la base de la légende du Pocumtuck.

Les éléments naturels de la montagne étaient intégrés dans les croyances spirituelles. Beaucoup de ces histoires amérindiennes rentraient à leur tour dans le folklore colonial de la région. La déviation franche du cours du fleuve Connecticut vers l'est, après plusieurs centaines de kilomètres orientés vers le sud, au niveau de Middletown était attribuée à l'esprit du rocher géant Hobbomock (ou Hobomock), une figure incontournable dans de nombreuses histoires. Il serait également l'auteur de l'assassinat du castor géant mangeur d'homme qui vivait dans un grand lac censé avoir existé dans la vallée du fleuve Connecticut au Massachusetts. Selon les croyances autochtones telles qu'elles ont été rapportées par les colons européens, les restes du corps du castor constitueraient la chaîne Pocumtuck, un chaînon de Metacomet Ridge. Plus tard, après qu'Hobbomuck ait dévié le cours du fleuve Connecticut, il fut puni et contraint à un sommeil éternel sous la forme du Sleeping Giant, le « géant endormi », une hauteur de Metacomet Ridge dans le sud du Connecticut. Il semble exister une part de vérité scientifique dans certains de ces contes. Par exemple, le grand lac supposé avoir abrité le castor géant pourrait être identifié comme le lac post-glaciaire Hitchcock qui a existé il y a 10 000 ans. En outre, le castor lui-même pourrait avoir été un animal préhistorique de la taille d'un ours noir, le castor géant du Nebraska, qui vivait à cette époque,,. De nombreux sites de la région de Metacomet Ridge portent encore un nom d'origine amérindienne : Besek, Pistapaug, Coginchaug, Mattabesett, Metacomet, Totoket, Norwottuck, Hockanum, Nonotuck, Pocumtuck et bien d'autres,,.

### Colonisation, transformations agraire et industrielle

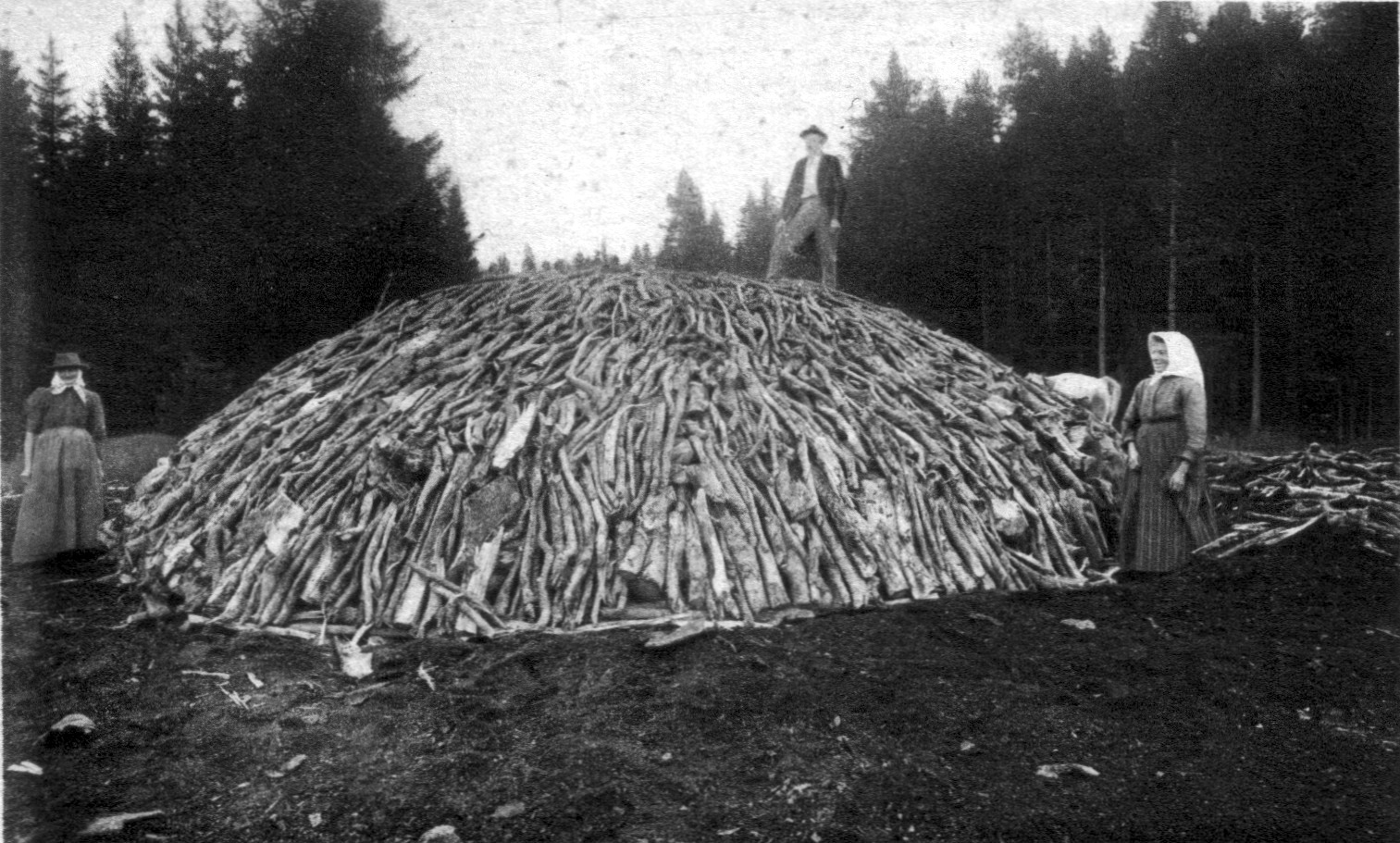
Préparation du bois pour la fabrication de charbon de bois.

Les Européens commencent à coloniser les vallées autour de Metacomet Ridge au milieu du XVIIe siècle. Les forêts sont alors coupées ou brûlées pour créer des champs, avec comme conséquence le déboisement presque total d'une des plus grandes forêts contiguës du sud de la Nouvelle-Angleterre à l'aube du XIXe siècle. Les terrains escarpés de Metacomet Ridge, bien que non propices aux plantations de céréales, sont largement déboisés pour fournir l'industrie du charbon de bois en plein essor avant la découverte de la houille du centre des Appalaches. De plus, les crêtes sont incendiées par propagation du feu depuis les piémonts et certaines sont transformées des pâturages,. Les espèces d'arbres poussant dans les talus et éboulis calcaires sont exploitées pour construire les fondations des maisons ; du minerai de cuivre est découvert au pied de Peak Mountain, dans le nord du Connecticut, que les prisonniers incarcérés à la Old Newgate Prison sont chargés d'extraire.
Avec l'avènement de l'industrialisation au cours du XIXe siècle, le cours des rivières au pied de Metacomet Ridge est parsemé de barrages dans le but de fournir de l'électricité aux installations situées dans les villes en amont. Le déboisement continu afin d'approvisionner les moulins en carburant supplémentaire. Les roches magmatiques et le grès sont extraits de l'arête montagneuse pour paver les rues et servir de brownstone dans l'architecture, aussi bien localement que dans le but d'être exporté par voies ferrées ou navigables,,.

### Transcendantalisme

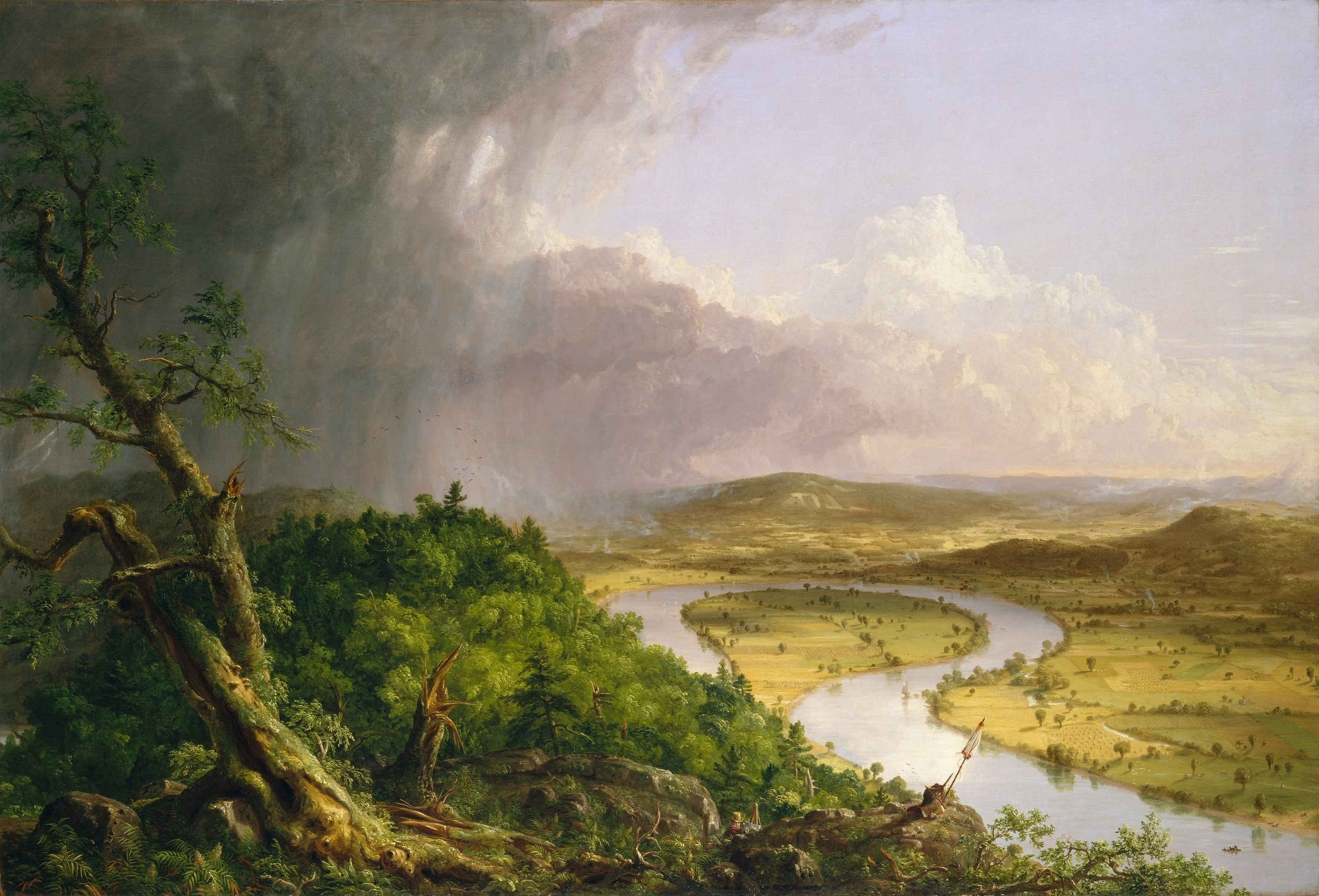
Thomas Cole, The Oxbow ou « Vue depuis le mont Holyoke, à Northampton dans le Massachusetts, après un orage », 1836.

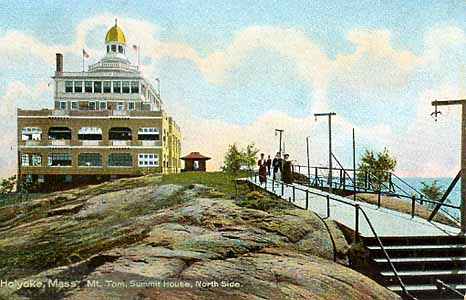
Carte postale représentant la Mount Tom Summit House en 1900.

L'urbanisation et l'industrialisation galopantes en Europe et en Amérique du Nord se soldent par l'émergence d'un courant esthétique réactionnaire, le transcendantalisme, caractérisé en Nouvelle-Angleterre par les peintres Thomas Cole, Frederic Edwin Church et d'autres de la Hudson River School, par l'architecte-paysagiste Frederick Law Olmsted et par les philosophes Henry David Thoreau et Ralph Waldo Emerson. À l'instar d'autres paysages de Nouvelle-Angleterre, les mouvements philosophiques, artistiques et environnementaux du transcendentalisme opèrent une mutation de Metacomet Ridge, faisant passer la montagne d'une ressource commerciale à une ressource récréative. Des hôtels, des parcs et des résidences secondaires sont créés du milieu des années 1880 au début du XXe siècle. Des refuges et des auberges sont construits au sommet du mont Holyoke, du mont Tom, de Sugarloaf Mountain et du mont Nonotuck,. Des parcs et leurs équipements comme la tour de Poet’s Seat à Greenfield et Hubbard Park, à la conception duquel a participé Frederick Law Olmsted, sur les Hanging Hills à Meriden ont été pensés et conçus comme lieu de relaxation vis-à-vis des zones urbaines qu'ils dominent,. Les auberges telles que Hill-Stead, devenu depuis un musée, ou Heublein Tower ont été bâtis comme maison de retraite par des industriels locaux et par des investisseurs,. Bien que l'intérêt du public se soit progressivement déplacé vers des destinations plus lointaines et sauvages, grâce au développement des transports et des infrastructures de l'Ouest américain, l'héritage patrimonial, culturel et historique de cet ancien lieu récréatif justifie encore des efforts de conservation contemporains. Outre la transformation en musées, les anciens hôtels et leurs terrains, fréquemment exposés aux incendies, sont devenus des parcs municipaux ou d'État grâce aux donations privées, aux rachats ou à la confiscation fiscale. La nostalgie autour de ces sites parmi les anciens clients a contribué à leur conservation,,,,.

### Développement touristique
La prise de conscience de l'intérêt à construire des sentiers de randonnée en montagne prend racine en Nouvelle-Angleterre avec des organisations comme l’Appalachian Mountain Club, le Green Mountain Club, l’Appalachian Trail Conservancy et la Connecticut Forest and Park Association,,. À la suite des efforts du Green Mountain Club dans l'inauguration du Long Trail au Vermont en 1918, la Connecticut Forest and Park Association, sous la houlette d'Edgar Laing Heermance, crée à son tour en 1928 un sentier de grande randonnée de 37 kilomètres de long, le Quinnipiac Trail, sur Metacomet Ridge, dans le sud du Connecticut, et le prolonge bientôt par un sentier de 82 kilomètres, le Metacomet Trail, dans le centre et le nord de l'État. Plus de 1 100 kilomètres de parcours balisés en bleu sont à mettre sur le compte de l'association dans le Connecticut à la fin du XXe siècle. Alors que l'attention de l’Appalachian Mountain Club était portée initialement vers les montagnes Blanches du New Hampshire, son intérêt grandit progressivement envers les associations locales au fur et à mesure que le partenariat s'élargit,,. À la fin des années 1950, les 180 kilomètres du Metacomet-Monadnock Trail ont été mis en place par la section Berkshire de l'Appalachian Mountain Club sous la direction du professeur Walter M. Banfield de la University of Massachusetts Amherst. Ce sentier suit Metacomet Ridge sur le premier tiers de sa longueur, dans le Massachusetts. La construction de sentiers de randonnée a un effet globalement positif sur la prise de conscience environnementale en ouvrant Metacomet Ridge à la connaissance du public.

### Urbanisation et conséquences
Bien que des centres urbains bordent Metacomet Ridge depuis près de deux siècles, le relief cahoteux, raide et rocheux a longtemps rendu ce lieu indésirable à la construction, hormis pour ceux qui étaient assez fortunés pour s'offrir un tel luxe. Pourtant, la périurbanisation engendrée par l'exode rural et la dépendance automobile, tout comme les nouvelles techniques de construction et d'équipements ont créé une demande immobilière dans des zones autrefois vierges et l'apparition de nouvelles villes-dortois. En 2007, l'aire métropolitaine bordant la chaîne de montagnes, à savoir la conurbation formée par New Haven, Meriden, New Britain, Hartford, Springfield et Greenfield, a dépassé la population totale de 2,5 millions d'habitants. La densité des villes-dortoirs autour de Metacomet Ridge a augmenté, au Connecticut, de 7,6 % entre le milieu des années 1990 et 2000, tandis que le nombre de permis de construire déposés a augmenté pour sa part de 26 % durant la même période. Désormais considérée comme un site attractif pour construire des résidences en raison de son panorama et de sa proximité avec de grands centres urbains et leurs autoroutes, Metacomet Ridge est devenue une priorité auprès des militants et des avocats de la cause écologique. Le creusement de carrières, encouragé par la demande en hausse de pierres pour les projets de construction locaux et régionaux, a été particulièrement préjudiciable pour l'écosystème, l'accès public et le paysage. Dans le même temps, le boom des activités récréatives de plein air à la fin du XXe siècle a fait de Metacomet Ridge un terrain de loisirs privilégié. En réponse à cet intérêt populaire, une vingtaine d'associations locales ont été impliquées dans des efforts de conservation environnementale sur l'arête rocheuse et ses environs. La plupart ont été créées entre 1970 et 2000 et pratiquement toutes connaissent une nette augmentation de leur activité depuis 1990. Plusieurs organisations nationales et internationales se sont également engagées, parmi lesquelles The Nature Conservancy, le Sierra Club et Trust for Public Land,,.

## Activités

### Tourisme
La pente, le panorama offert par les longues falaises et la proximité de centres urbains font de Metacomet Ridge une destination de sortie populaire dans la région. La chaîne montagneuse est traversée par plus de 300 kilomètres de sentiers de petites et grandes randonnées. Les plus importants sont les 82 km du Metacomet Trail, les 80 km du Mattabesett Trail, les 37 km du Quinnipiac Trail et les 10 km du Regicides Trail dans le Connecticut ainsi que les 180 km du Metacomet-Monadnock Trail, les 76 km du Robert Frost Trail et les 24 km du Pocumtuck Ridge Trail dans le Massachusetts. Les autres activités sportives et récréatives pratiquées sont l'escalade en paroi et en bloc, la pêche, la chasse, le canotage, la natation, le freeride, le ski de fond, la course nature, le cyclisme ou encore le vélo tout terrain. Les sentiers de randonnée sont ouverts à la pratique de la raquette à neige, à l'observation ornithologique et au pique-nique. Metacomet Ridge abrite plus d'une douzaine de parcs d'État et parcs municipaux ainsi qu'une quarantaine de réserves naturelles. Des routes saisonnières panoramiques à péage sont ouvertes aux voitures depuis Poet’s Seat Park, la Mount Sugarloaf State Reservation, J.A. Skinner State Park, la Mount Tom State Reservation, Hubbard Park et West Rock Ridge State Park. Elles sont également fréquentées pour la pratique du cyclisme et, en hiver, du ski de fond. Le camping, tout comme les feux de camp, sont fortement découragés dans la plus grande partie de Metacomet Ridge, en particulier dans le Connecticut. Des musées, des sites historiques, des centres d'information touristique et bien d'autres attractions se trouvent autour ou dans la chaîne elle-même. Certains organisent des concerts en extérieur, des célébrations et des festivals,,,.

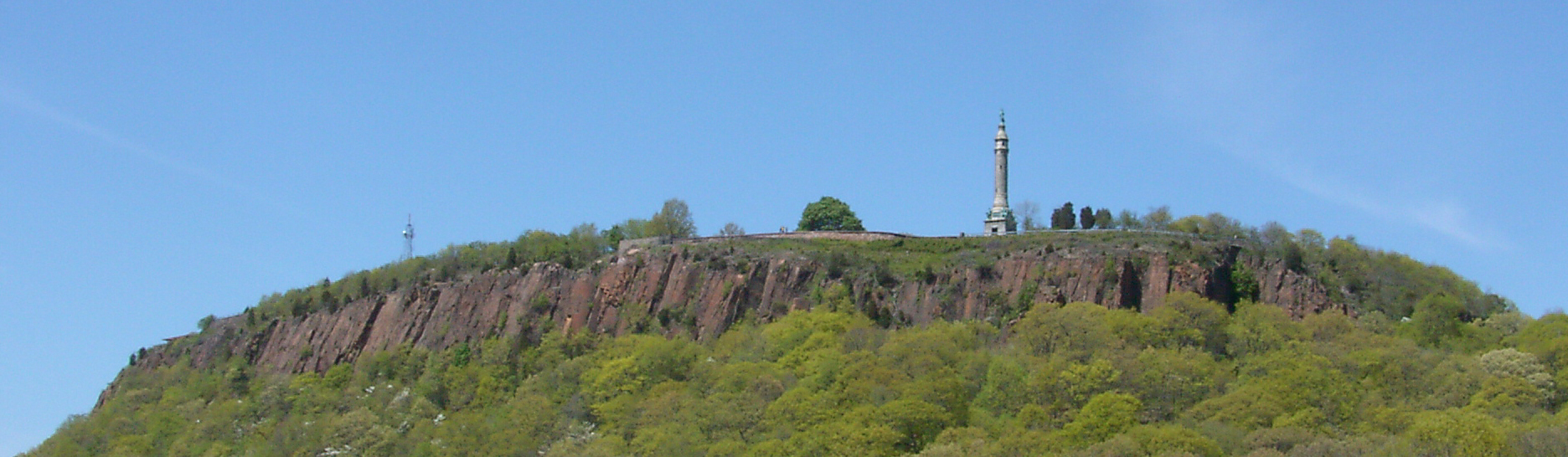
Vue sur East Rock, à New Haven, dans le Connecticut.

### Menaces et protections environnementales

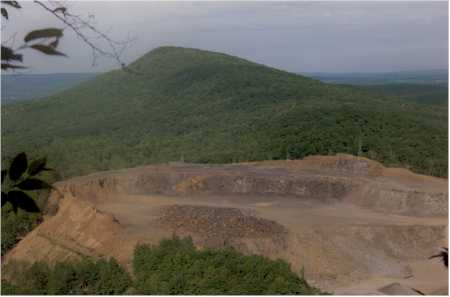
Vue de la carrière de Round Mountain en 1989. De nos jours, la montagne a été quasiment rasée.

L'étroitesse des montagnes, la fragilité des écosystèmes et la proximité des centres urbains font de Metacomet Ridge une zone menacée par la pénétration de l'étalement urbain. Le creusement de carrières a également dévasté plusieurs centaines à plusieurs milliers d'hectares de crêtes, à la fois au Massachusetts et au Connecticut. Les montagnes les plus affectées sont Trimountain, Bradley Mountain, Totoket Mountain, Chauncey Peak, Rattlesnake Mountain, East Mountain, la chaîne Pocumtuck et l'ancienne Round Mountain, dans la chaîne Holyoke,. Le profil anthropomorphique de l'imposant Sleeping Giant, une montagne visible à plus de 50 kilomètres de distance au sud du Connecticut, porte désormais des « cicatrices sur sa tête ». Les excavations ont toutefois cessé sous la pression des habitants locaux et de la Sleeping Giant Park Association.
Ces menaces ont abouti à des efforts dans l'acquisition d'espaces publics au travers d'achats collectifs, de collectes de fonds, de sollicitations actives pour des donations foncières, de renforcement des accords de servitude environnementale, de promulgation de lois protectrices ou restrictives et, dans de rares cas, d'expropriation pour cause d'utilité publique,,,. Les événements marquants qui ont émaillé les mesures de conservation incluent récemment l'acquisition de l'ancienne station de sports d'hiver du mont Tom, l'achat de terrains dans la partie sommitale de Ragged Mountain par un club d'escalade local et l'association environnementale The Nature Conservancy ou encore l'intégration de la ligne de crêtes de North Branford à Belchertown au sein d'une étude menée par le National Park Service, avec comme objectif la création d'un nouveau National Scenic Trail, potentiellement nommé New England National Scenic Trail.